# انگوین کوانگ‌های
انگوین کوانگ های (زادهٔ ۱۲ آوریل ۱۹۹۷) یک بازیکن فوتبال اهل ویتنام است. وی در تیم ملی فوتبال ویتنام بازی کرده است.